# Todd Weiner
Todd Dewberry Weiner (Bristol, 16 settembre 1975) è un ex giocatore di football americano statunitense che ha militato nel ruolo di offensive tackle nella National Football League (NFL).

## Carriera
Weiner fu scelto nel corso del secondo giro del draft NFL 1998 dai Seattle Seahawks. Divenne stabilmente titolare a partire dalla sua ultima stagione con la squadra nel 2001. L'anno seguente passò agli Atlanta Falcons dove giocò fino al 2008, quasi sempre come titolare della linea offensiva della squadra.